# Крепостной район (Кропивницкий)
Крепостной район (укр. Фортечний район) — один из двух районов города Кропивницкий Кировоградской области Украины, находится в северо-западной части города, на правом берегу реки Ингул

## История
Район под названием «Кировский» был создан 22 декабря 1973 года Указом Президиума Верховного Совета Украинской ССР.
Распоряжением градоначальника Андрея Райковича от 19 февраля 2016 года Кировский район был переименован в Крепостной (укр. Фортечний).

## Население

### Языковой состав
Родной язык населения по данным переписи 2001 года:
| Язык       | Численность, чел. | Доля     |
| ---------- | ----------------- | -------- |
| Украинский | 130 268           | 78,82 %  |
| Русский    | 33 888            | 20,50 %  |
| Другое     | 1 119             | 0,68 %   |
| Итого      | 165 275           | 100,00 % |